# Campeonato Mundial de Natação em Piscina Curta

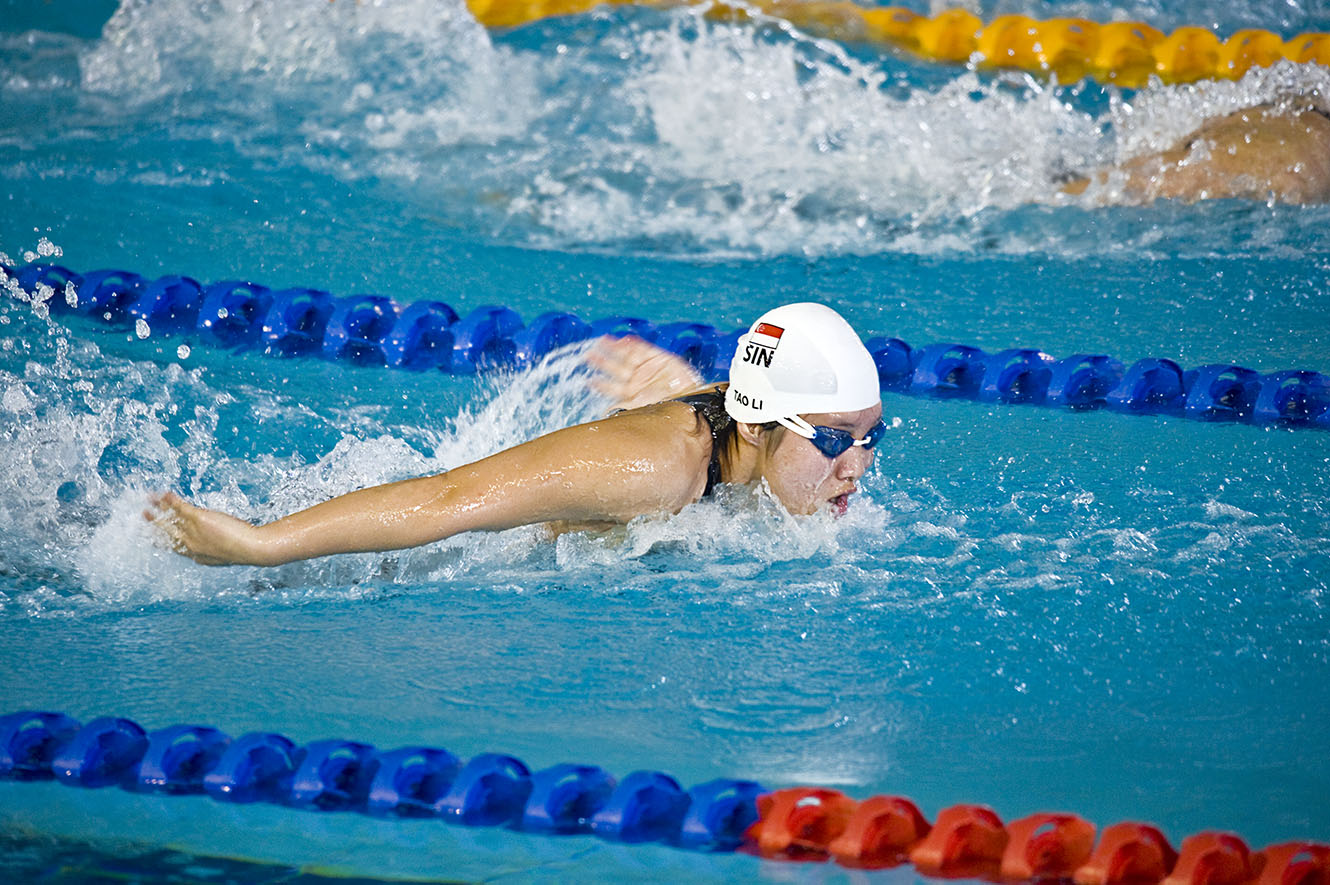
A nadadora de Cingapura Tao Li conquistou a medalha de ouro com o tempo de 56,85 segundos nas finais da prova de 100 metros em pista curta (25 metros) borboleta na Copa do Mundo de Natação FINA/Arena, realizada na Escola de Esportes de Cingapura.

O Campeonato Mundial de Natação em Piscina Curta é organizado de dois em dois anos pela World Aquatics desde 1993. É disputado em piscinas de 25m.

## Edições
| Ano  | #    | Local                   |
| ---- | ---- | ----------------------- |
| 1993 | I    | Palma de Mallorca (ESP) |
| 1995 | II   | Rio de Janeiro (BRA)    |
| 1997 | III  | Gotemburgo (SWE)        |
| 1999 | IV   | Hong Kong (CHN)         |
| 2000 | V    | Atenas (GRE)            |
| 2002 | VI   | Moscou (RUS)            |
| 2004 | VII  | Indianápolis (USA)      |
| 2006 | VIII | Shanghai (CHN)          |
| 2008 | IX   | Manchester (GBR)        |
| 2010 | X    | Dubai (UAE)             |
| 2012 | XI   | Istambul (TUR)          |
| 2014 | XII  | Doha (QAT)              |
| 2016 | XIII | Windsor (CAN)           |
| 2018 | XIV  | Hangzhou (CHN)          |
| 2021 | XV   | Abu Dhabi (UAE)         |
| 2022 | XVI  | Melbourne (AUS)         |
| 2024 | XVII | Budapeste (HUN)         |

## Eventos
São disputadas provas dos estilos livre, peito, costas, borboleta e medley, tanto no masculino quanto no feminino.
- Individuais:

50 m (todos os estilos exceto o medley)
100 m (todos os estilos)
200 m (todos os estilos)
400 m (livre e medley)
800 m (livre)
1500 m (livre)
- Revezamentos:

4 × 100 m (livre e medley) M e F
4 × 200 m (livre) M e F
4 x 50 (livre e medley) Misto
4 x 50 Livre Misto
4 x 100 Medley Misto